# Parastrongyloides trichosuri
Parastrongyloides trichosuri är en rundmaskart som beskrevs av M. Josephine Mackerras 1959. Parastrongyloides trichosuri ingår i släktet Parastrongyloides och familjen Strongyloididae. Inga underarter finns listade i Catalogue of Life.